# おんがくのかぜ
『おんがくのかぜ』は、2003年7月5日から2008年9月27日までテレビ山梨で毎週土曜 12:30 - 13:00 (JST) に放送されていた音楽番組である。全264回。前身番組は、2003年3月まで毎週日曜に放送されていた『山梨音楽旋風』。

## 概要
童話歌手である雨宮知子をメインMCに据えて2003年7月5日にスタート。地域密着型の番組で、ゲストも山梨県ゆかりのアーティストがメインであった。ソプラノ歌手やピアニスト、ギタリストや民謡歌手など、ゲストの音楽ジャンルは不定で、地元の学校の吹奏楽部やダンス部などをゲストに迎えることもあった。さらには作家や詩人、写真家など、音楽以外の分野で活動する人物をゲストに迎えることもあった。

## 歴代MC
| 担当した回        | MC                                               |
| ----------------- | ------------------------------------------------ |
| 第1回 - 第88回    | 雨宮知子、杉浦舞（当時テレビ山梨アナウンサー）   |
| 第89回 - 第139回  | 雨宮知子、青山絵美（当時テレビ山梨アナウンサー） |
| 第140回 - 第264回 | 雨宮知子、小田切いくみ（テレビ山梨アナウンサー） |

## 特別番組（スペシャル）
絵本スペシャル
絵本の紹介と朗読を行っていた回。BGMをプロの作曲家が担当した回もあった。杉浦舞がMCを務めていた時期には、「舞ちゃんの絵本スペシャル」という名称で行われていた。
雨宮知子・想い出の歌スペシャル
雨宮知子の想い出の歌や、視聴者からのリクエストのあった歌を披露する回。
この2つのスペシャルは、同時に行われることもしばしばあった。
リクエストスペシャル
視聴者のリクエストに応えて過去の映像を放送する回。